# Fòrum romà de Caesaraugusta

Caesaraugusta sobre un plànol modern de Saragossa
1.- Decumanus
2.- Cardo
3.- Fòrum
4.- Port fluvial
5.- Termes públiques
6.- Teatre
7.- Muralla

El Fòrum romà de Caesaraugusta va ser un complex de l'època romana construït en la Colònia Caesar Augusta, a la província Hispània Citerior / Tarraconense pertanyent a l'Imperi Romà, actualment denominada Saragossa (Espanya).

## Ubicació
El fòrum estava situat a prop del port fluvial (encara que l'habitual era situar-lo en les vies principals de les ciutats), principalment pel seu paper dinamitzador de l'economia, constituint el punt neuràlgic de la vida social, religiosa, civil, política i econòmica de Caesaraugusta.

## Història i funció

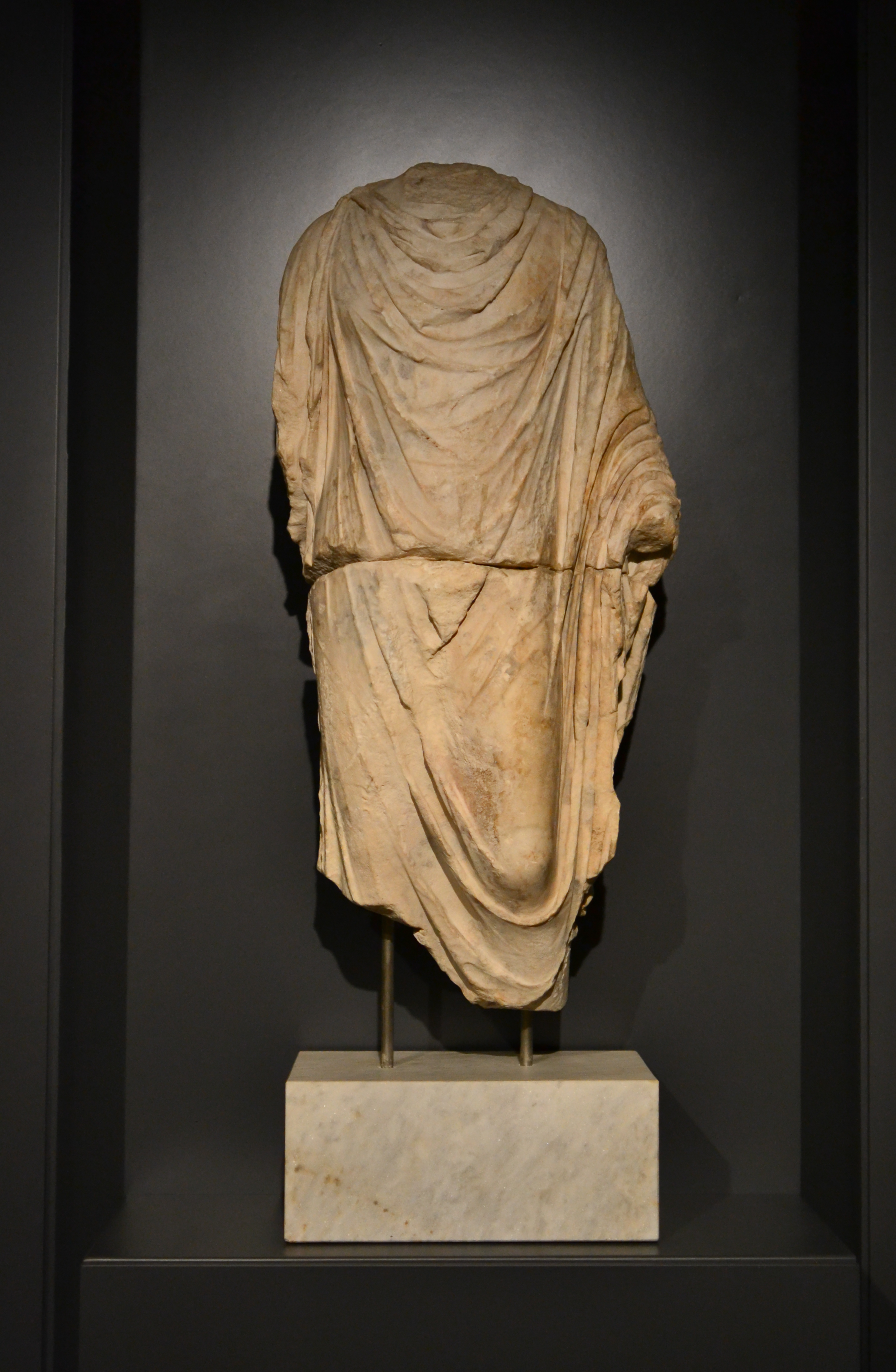
Tors de jove sacerdot togat del. Museu del Fòrum de Caesaraugusta

Sé va començar a construir al segle i aC, sota el mandat de l'emperador August i es va anar ampliant sota el mandat de Tiberi.
Els fòrums romans es distribuïen a partir d'un gran espai obert, pavimentats amb grans lloses i envoltats d'un o diversos pòrtics circumdants, entorn dels quals se situaven els edificis més importants: la Cúria (edifici de caràcter polític), la Basílica (de caràcter jurídic i administratiu) i el Temple (de caràcter religiós).
Al costat d'ells estaven les tavernes, locals dedicats a usos comercials, i altres edificis relacionats amb l'administració.

## Conservació i exhibició
Es conserven de l'època fundacional (segle i aC) de l'emperador August un mercat, una claveguera i canonades d'aigua potable, i de l'època del seu successor Tiberi es conserven restes de l'esplèndid fòrum urbà, una claveguera, canals i algunes fonamentacions.
El museu del fòrum està ubicat sota el subsòl de la Plaça de la Seo. L'accés es realitza a través d'un prisma de plaques d'ònix iranià, i ofereix al visitant una mostra de la vida quotidiana de la ciutat durant el segle I dC, poc després de la seva fundació.